# 重慶聯合產權交易所
重慶聯合產權交易所股份有限公司，由中国国务院及国务院国资委、中国财政部批准在2003年成立的公司。

## 目的
主要業務国有产权及全社会所有产权转让的阳光交易平台、重要的资本要素市场（专业化、权益性的资本要素市场）、多层次资本市场的重要组成部分。而最大功能作用是防止国有资产流失、保护交易各方合法权益、产权交易价值发现，以及推动产权跨地区、跨所有制有序流转。 

## 外部連結
- 重慶聯合產權交易所股份有限公司 （页面存档备份，存于）